# Гунинское сельское поселение
Гунинское се́льское поселе́ние — муниципальное образование в Веденском районе Чеченской республики Российской Федерации.
Административный центр — село Гуни.

## История
Статус и границы сельского поселения установлены Законом Чеченской Республики от 20 февраля 2009 года № 14-РЗ «Об образовании муниципального образования Веденский район и муниципальных образований, входящих в его состав, установлении их границ и наделении их соответствующим статусом муниципального района и сельского поселения».

## Население
| 2010  | 2012  | 2013  | 2014  | 2015  | 2016  | 2017  |
| ----- | ----- | ----- | ----- | ----- | ----- | ----- |
| 2386  | ↗2437 | ↗2446 | ↘2428 | ↗2463 | ↗2469 | ↗2516 |
| 2018  | 2019  | 2020  | 2021  | 2023  | 2024  |       |
| ↗2535 | ↗2571 | ↘2569 | ↘2539 | ↗2558 | ↗2598 |       |

## Состав сельского поселения
| № | Населённый пункт | Тип населённого пункта       | Население |
| - | ---------------- | ---------------------------- | --------- |
| 1 | Гуни             | село, административный центр | ↗849      |
| 2 | Марзой-Мохк      | село                         | ↗576      |
| 3 | Меседой          | село                         | ↗227      |
| 4 | Хажи-Эвла        | село                         | ↗734      |

В 2020 году село Первомайское было переименовано в Хажи-Эвла